# Unterer Lindenplatz
Der Untere Lindenplatz ist ein Platz in der oberbayerischen Kurstadt Bad Reichenhall.

## Beschreibung

Ensemble Alte Saline mit Oberem und Unterem Lindenplatz

Der Untere Lindenplatz ist ein Platz in der oberbayerischen Kurstadt Bad Reichenhall. Er befindet sich im Zentrum der Stadt und schließt nördlich an die Alte Saline an. 
Unterer Lindenplatz ist zudem die Straßenbezeichnung der direkt an den Platz grenzenden Häuser, diese sind von 1 bis 5 fortlaufend im Uhrzeigersinn nummeriert. Der Platz selbst ist nur für Fußgänger freigegeben, die Straße um den Platz darf als Einbahnstraße nur gegen den Uhrzeigersinn befahren werden.
Der Platz hat seinen Namen von der Pflanzengattung der Linden und ist größtenteils gekiest. In der Mitte des Platzes befindet sich das Kriegerdenkmal mit Brunnen, das 1923 durch Franz Bürgerling in Erinnerung an die Gefallenen des Ersten Weltkriegs geschaffen wurde.
Der Untere Lindenplatz ist Teil des Ensembles Alte Saline.

## Geschichte

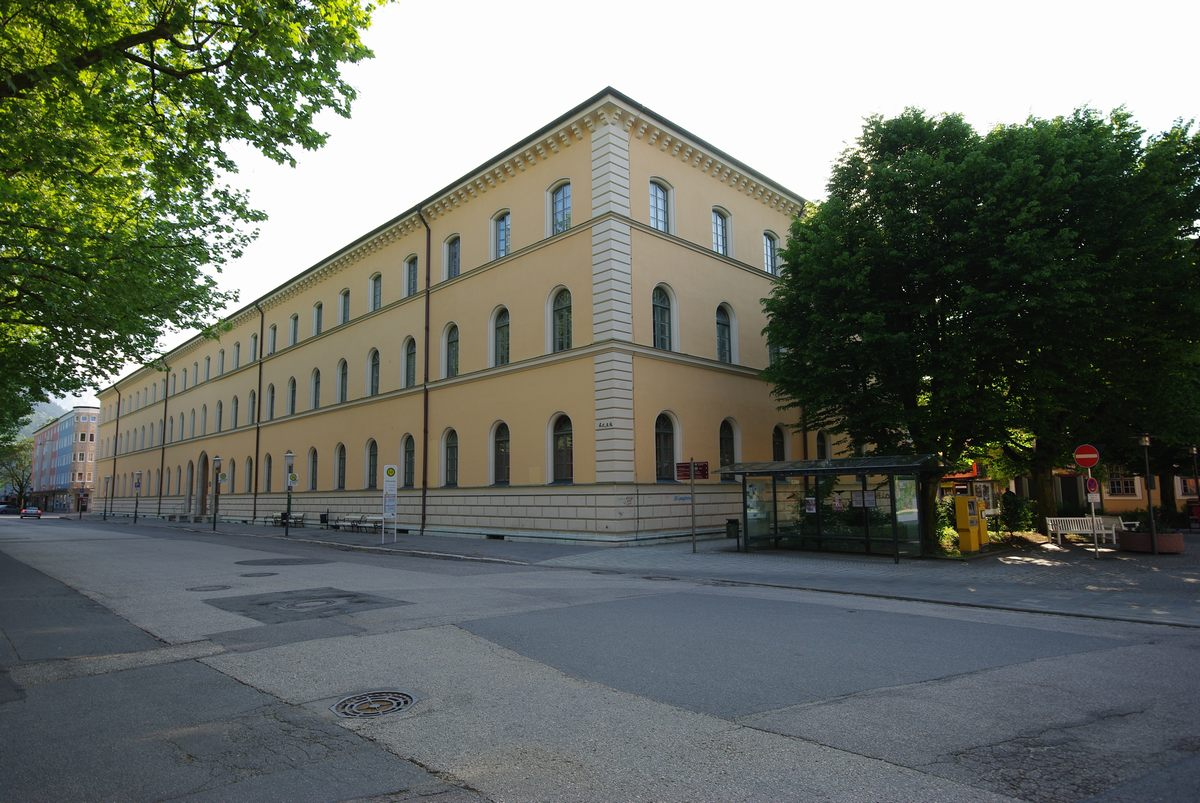
Beamtenstock von Friedrich von Gärtner

Bis zur Mitte des 19. Jahrhunderts befand sich am Unteren Lindenplatz eine Pferdeschwemme, bis dahin hieß der Platz noch In der Schwemme. Dort fand auch der städtische Jahrmarkt statt. Das Recht auf diesen Markt wurde erstmals im Jahre 1406 durch den Herzog verliehen. Diese Dult wurde jährlich am Sonntag vor dem Namenstag des hl. Gallus abgehalten, weshalb sie auch Gallidult hieß. Später wurde die Dult von einem Tag auf zwei Wochen verlängert. Für diese Zeit wurde an der Wand des Rathauses das Freiungsschwert angebracht, um die Rechtsimmunität während der Marktzeit zu unterstreichen.
Der heutige Untere Lindenplatz entstand nach dem großen Stadtbrand von 1834. In der Nacht vom 8. auf den 9. November war das Dach des Karl-Theodor-Sudhauses in Brand geraten, nachdem sich brennender Ruß auf das hölzerne Grabendach des Sudhauses gelegt hatte. In der Folge breitete sich der Brand auf die gesamte Stadt aus. Nach dem Brand lag etwa ¾ der Stadt in Trümmern, darunter auch die Saline mit Hauptbrunnhaus, Sudhäusern und Verwaltungsgebäuden. Nur 24 der 302 Häuser der Stadt wurden verschont, etwa ein Dutzend Menschen starben, 2500 galten als obdachlos.
Im Zuge des Wiederaufbaus der Stadt und der Saline lag das Hauptaugenmerk auf der Soleleitung. Bereits zwei Tage nach dem Ende des Brandes, am 11. November 1834, floss wieder Sole durch die hölzernen Deicheln zu den Filialsalinen in Traunstein und Rosenheim, die in den Jahren nach dem Brand die Hauptlast der bayerischen Salzproduktion – einer wichtigen Geldquelle des Königreichs – trug.
Neben der Funktionalität sollten die neuen Salinengebäude nach dem Willen König Ludwig I. auch einen repräsentativen Charakter und einen großzügigen, geometrischen Grundriss haben. Er spendete 10.000 Gulden aus seinem Privatvermögen zum Neubau der Saline, die nach Plänen von Friedrich von Schenk und Joseph Daniel Ohlmüller neu erbaut wurde. Den Beamtenstock gegenüber der neuen, heute Alte Saline entwarf Friedrich von Gärtner. Große Abstandsflächen zwischen allen Produktionsgebäuden der Saline, die breite Salinenstraße sowie der Obere und der Untere Lindenplatz sollten im Falle eines erneuten Brandes das Übergreifen der Flammen auf andere Salinengebäude oder Häuser der Stadt durch großzügige Sicherheitsabstände verhindern oder wenigstens erschweren.
Mit dem Bau des Beamtenstocks wurde 1836 begonnen, der Grundstein für das neue Hauptbrunnhaus der Saline wurde 1838 gelegt. 1844 nahm das erste Sudhaus am Unteren Lindenplatz den Betrieb auf, das letzte am Oberen Lindenplatz erst 1851.

## Nahverkehr
Der Untere Lindenplatz wird von der Citybuslinie 4 der Stadtwerke durchfahren, nächstgelegene Haltestellen sind am Rathausplatz und in der Rosengasse.

## Baudenkmäler
| Adresse             | Name           | Beschreibung | erbaut | Lage | Bild |
| ------------------- | -------------- | --- | ------ | ---- | ---- |
| Unterer Lindenplatz | Kriegerdenkmal | Löwe auf gemauertem Sockel mit flankierenden Brunnenbecken, Rotmarmor, nach Entwurf des Bildhauers Franz Bürgerling. | 1923   | ▼    |      |

## Bodendenkmäler
Der Untere Lindenplatz liegt im Bereich eines großflächigen Bodendenkmals, das in die Denkmalliste von Bad Reichenhall eingetragen ist. In diesem Bereich, der sich über die gesamte historische Altstadt und die Saline erstreckt, befinden sich untertägige mittelalterliche und frühneuzeitliche Siedlungsteile.